# American Century Companies
American Century Companies — американская компания по управлению активами.
Размер активов под управлением — $200 млрд на 30 июня 2017 года.

## История
Компания основана в 1958 году Джеймсом Эвансом Стоуэрсом (англ. James Evans Stowers).

## Деятельность
В 2015 году American Century Companies заняла 98-е место среди 500 крупнейших инвестиционных компаний мира по размеру активов под управлением ($146 млрд).
American Century Companies оказывает доверительное управление через дочернию компанию American Century Investment Management, Inc. с активами $200 млрд (из них $100 млрд в акциях).

## Руководство
- Джонатан Стюарт Томас (англ. Jonathan Stuart Thomas) — президент.
- Питер Сиезко (англ. Peter Cieszko) — директор американского подразделения.
- Майкл Грин (англ. Michael Green) — директор международного подразделения.
- Марк Киллен (англ. Mark Killen) — маркетинговый директор.[4]

## Акционеры
До 2016 года крупнейшим акционером был Canadian Imperial Bank of Commerce, который продал свою долю японской Nomura Holdings.
- Nomura Holdings — (41 %)

## Дочерние компании
- American Century Investment Management, Inc.
- American Century Investment Management (Asia Pacific) Limited
- American Century Investment Management (UK) Limited
- American Century Investment Services, Inc.